# 南中 (地名)
南中，中国的三国时期古地区名，相当今四川省大渡河以南和云南、贵州两省。
三國時期，南中屬於未開化區域，直至蜀汉丞相诸葛亮在此七擒孟获才平定南中。
西晋设立宁州，地方逐漸為爨氏所控制，爨氏之後奉南朝為正朔，而實際自主獨立的地方政權。
从北周至隋朝，该地区从中原政权独立，唐宋时建立了南诏、大理国等政权。元朝征服大理國，置大理總管府，並封梁王於該地。明初滅梁王、大理段氏。